# Sportåret 1843

## Händelser

### Baseboll
- 2 november – Spelarna i Magnolia Ball Club i New York kallas till match i Elysian Fields i Hoboken i New Jersey.[1]

### Boxning

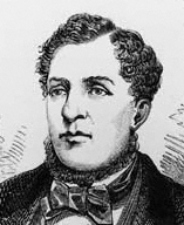
Ben Caunt.

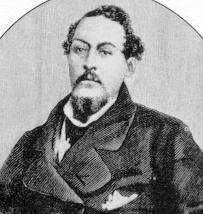
Tom Hyer.

- Ben Caunt behåller den engelska mästerskapstiteln i tungvikt, men inga matcher finns registrerade för honom under året.[2]

- Tom Hyer behåller den amerikanska mästerskapstiteln i tungvikt, men inga matcher finns registrerade för honom under året.[3]

- 13 juni – James Burke besegrar Bob Castles på Rainham Ferry. Matchen varar i en timme och tio minuter över 37 ronder.[4]

- 11 oktober – Harry Broome besegrar Fred Mason i Northfleet och gör anspråk på den engelska mästerskapstiteln i weltervikt. Matchen varar i en timme och 21 minuter över 39 ronder.[5]

- 19 december – William Perry möter Tass Parker i Dartford Marshes, men matchen bryts av polis efter en timme och 34 minuter, i 67:e ronden.[6]

### Cricket
- Okänt datum – Kent CCC vinner County Championship (en inofficiell titel fram till 1890, då de första officiella mästarna koras).

### Nordisk skidsport
- 30 mars – Den första rapporterade längdåkningstävlingen hålls i Tromsö i Norge.[7]

## Bildade föreningar och klubbar
- 23 oktober – Stuttgarter Turngesellschaft, tysk gymnastikförening[8]